# José Luis Martín Prieto
José Luis Martín Prieto (Madrid, 1944-San Lorenzo de El Escorial, 1 de junio de 2019) fue un periodista español. Era conocido por sus iniciales MP.

## Biografía
A los dieciocho años fundó y dirigió la revista literaria Nuevo Surco.  
Becado por el Ministerio de Trabajo, había estudiado ingeniería técnica industrial como alumno interno en la Universidad Laboral José Antonio Primo de Rivera de Sevilla, donde tuvo como profesor a Alfonso Guerra en el área de dibujo técnico. 
Colaboró en los diarios Arriba y Pueblo, y en Informaciones, donde fue jefe de reporteros, subjefe de documentación y jefe de redacción. Fue uno de los fundadores del diario El País como adjunto de la dirección y posteriormente subdirector de la sección Opinión. En 1982 fue designado delegado del periódico para América del Sur, trabajando en Argentina, Uruguay, Chile, Paraguay, Bolivia, Perú, Colombia, Ecuador y Brasil. Como ponente de la Universidad de la Paz, dependiente de Naciones Unidas, dio conferencias y seminarios en Costa Rica, Nicaragua y Guatemala.
En 1985 fue detenido en Chile y expulsado del país como "persona non grata" por el Gobierno dictatorial del general Augusto Pinochet.[cita requerida]
Fue subdirector de la revista Tiempo y asesor de la presidencia del diario Ya.
Fue columnista político en Diario 16 y El Mundo, la revista La Clave, y en los informativos de Telecinco. En esta cadena mantuvo una sección de debate con el periodista Federico Jiménez Losantos. Durante varios años realizó diariamente el comentario político de Protagonistas, de Luis del Olmo, en Onda Cero.
Fue analista político en el diario La Razón y crítico de libros en la revista Leer.
Publicó los libros Técnica de un golpe de Estado y Cartas a mujeres.
Falleció en el Hospital de El Escorial, localidad donde residía desde hacía años, junto a su esposa Cristina Scaglione. No se ofició ningún servicio fúnebre y su cuerpo fue donado a la Ciencia.

## Premios y reconocimientos
Ha recibido una docena de premios periodísticos, entre ellos el Nacional de Periodismo (1983), el Club Internacional de Prensa (1992), el Continente de Periodismo (1993), el Popular de Pueblo,[cita requerida] el Antonio Machado, el de la Fundación Pablo Iglesias, el Maratón de la COPE, entre otros.
En 1987 el rey Juan Carlos le concedió la Encomienda del Mérito Civil.